# Jolanta Pieńkowska
Jolanta Małgorzata Pieńkowska-Czarnecka primo voto Matczak (ur. 20 listopada 1964 w Warszawie) – polska dziennikarka. Prowadząca Fakty po południu w TVN24 i Fakty o świecie w TVN24 BiS, wcześniej związana z TVP i radiową Trójką.

## Życiorys
Ukończyła XXV Liceum Ogólnokształcące im. Józefa Wybickiego w Warszawie, jest absolwentką Wydziału Aktorskiego PWST w Warszawie (1987).
Pracowała jako stewardesa amerykańskich linii lotniczych, asystentka ambasadora Stanów Zjednoczonych w Polsce ds. protokołu i koordynatorka programu wsparcia dla polskich mediów niepublicznych, była także redaktor naczelną miesięcznika dla młodych rodziców „Mamo, To Ja” i współwłaścicielką agencji reklamowej.
Karierę telewizyjną rozpoczęła w 1988 w telewizji lokalnej Studio Ursynat w Warszawie. W latach 1990–2004 pracowała w redakcji Telewizji Polskiej, do której trafiła z konkursu. Od 2 sierpnia 1990 do 10 października 2004 była prezenterką Wiadomości w TVP1. Tworzyła również programy publicystyczne: W centrum uwagi i Monitor Wiadomości. W latach 2002–2004 prowadziła wieczory wyborcze.
W radiowej Trójce do lipca 2006 prowadziła Salon polityczny Trójki. Do 2008 była redaktorką naczelną miesięcznika „Twój Styl”.
Od 2006 pracuje dla Grupy TVN. Do 31 sierpnia 2014 współprowadziła poranny program Dzień dobry TVN. Prowadziła też programy TVN Style: Miasto kobiet (z Pauliną Młynarską) i autorski, Druga strona medalu. Od 8 września 2014 do 8 kwietnia 2016 prowadziła Świat w TVN24 BIS, a od 11 kwietnia 2016 jest gospodynią Faktów o świecie w tej stacji. W lipcu 2020 została także jedną z prowadzących programu Fakty po południu w TVN24.
Jest członkinią Rady Fundacji Jolanty i Leszka Czarneckich. W 2014 finansowała z mężem terapię onkologiczną aktorki Anny Przybylskiej.

## Życie prywatne
Była żoną dziennikarza Sławomira Matczaka, z którym ma syna Mateusza (ur. 1987). W 2008 poślubiła przedsiębiorcę Leszka Czarneckiego.

## Odznaczenia
- Złoty Krzyż Zasługi – 2002[6]

## Nagrody dziennikarskie
- Czterokrotna laureatka nagrody „Ostrego Pióra”[7]
- 2000:  Nominacja Telekamery 2000 w kategorii Informacje za Wiadomości – TVP1 (3 miejsce)
- 2001: Laureatka Wiktora w kategorii Najlepszy prezenter i spiker telewizyjny[8]
- 2001: Nominacja Telekamery 2002 w kategorii Informacje za Wiadomości – TVP1 (3 miejsce)
- 2002: Nominacja Telekamery 2002 w kategorii Informacje za Wiadomości – TVP1 (3 miejsce)
- 2003: Laureatka Telekamery 2003 w kategorii Informacje[9]
- 2004: Laureatka Telekamery 2004 w kategorii Informacje[10][11]

## Filmografia
- 2003: Pogoda na jutro – jako prezenterka
- 2009: Na Wspólnej – zagrała samą siebie